# Justicia hygrophiloides
Justicia hygrophiloides är en akantusväxtart som beskrevs av Ferdinand von Mueller. Justicia hygrophiloides ingår i släktet Justicia och familjen akantusväxter. Inga underarter finns listade i Catalogue of Life.